# 于城镇
于城镇是中华人民共和国浙江省嘉兴市海盐县下辖的一个镇。 区域面积42.96平方千米。

## 行政区划
于城镇下辖以下村级行政区划单位：
枫桥社区、鸳鸯村、吕冢村、庄家村、何家村、构塍村、八字村、江渭村和三联村。